# Kala Pattar
Kala Pattar – szczyt o wysokości 5623 m w Himalajach. Leży w Nepalu, w regionie Khumbu. Widać go jako duży brązowy masyw poniżej południowej ściany Pumori (7161 m n.p.m.). Jest to najłatwiej dostępny szczyt z widokiem na Mount Everest, a także na Lhotse i Nuptse. Wspinaczka na Kalla Pattar zaczyna się w Gorakshep (5164 m), klasycznej bazie pod Mount Everestem. 

Wejście na Kala Patthar
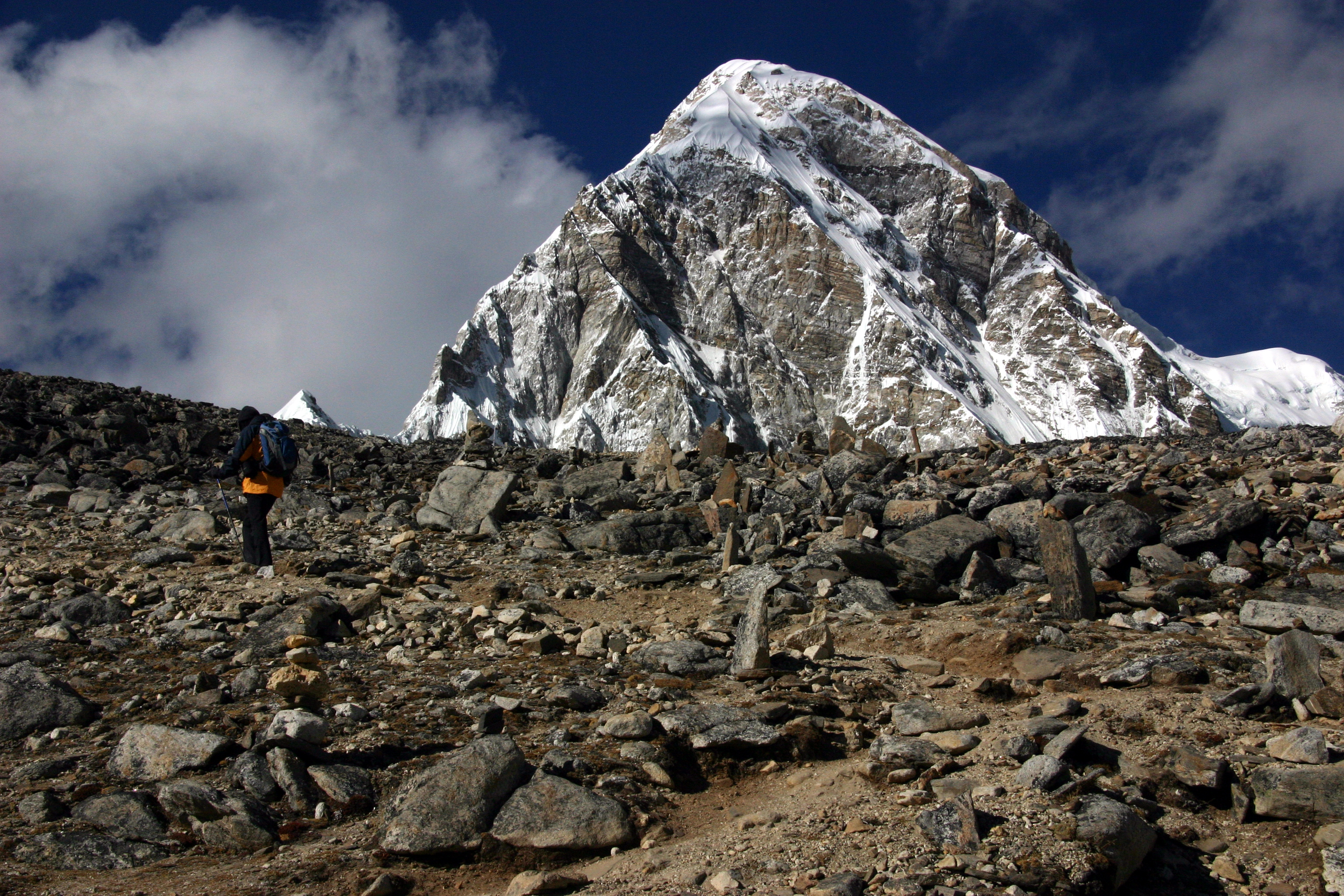
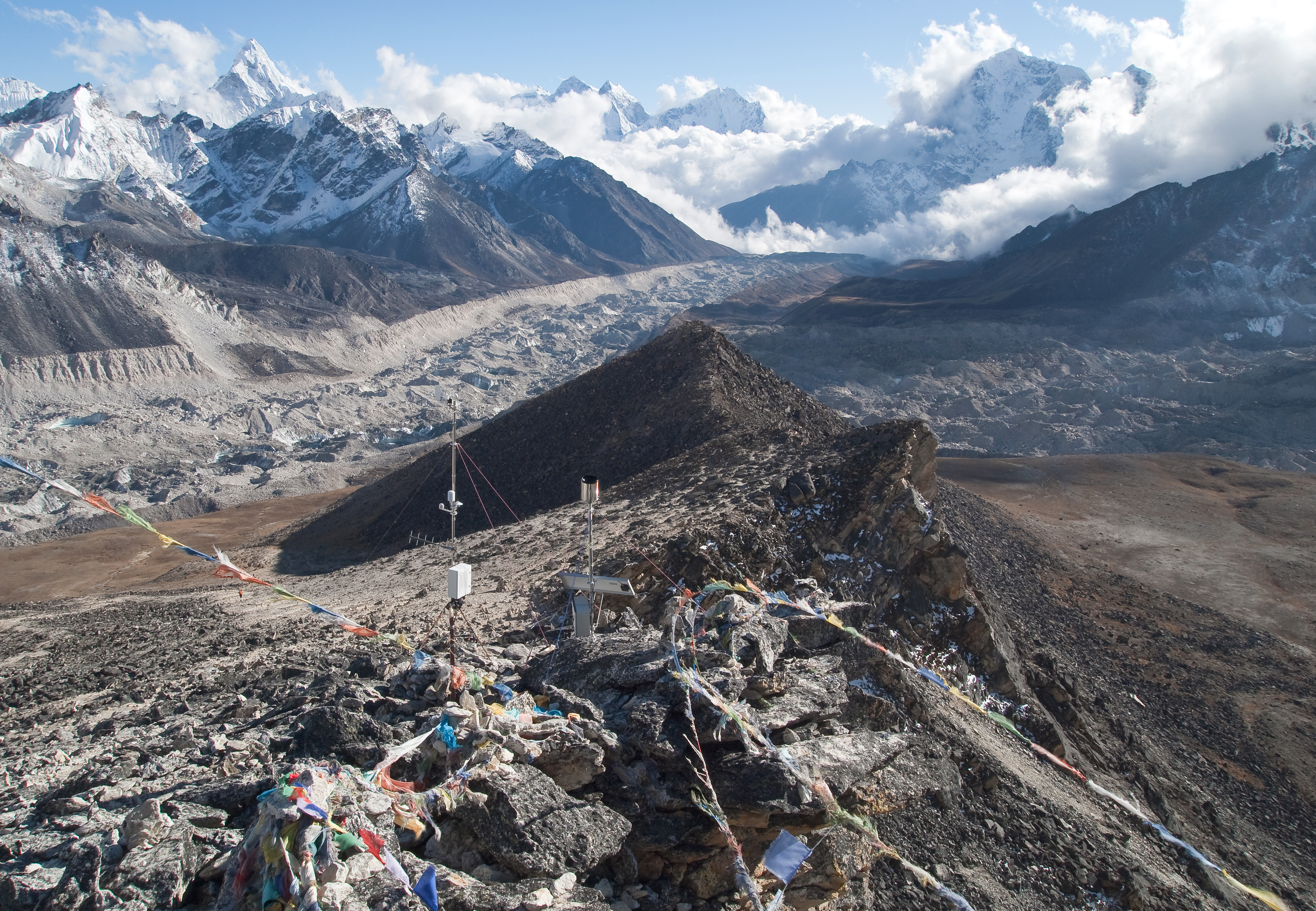
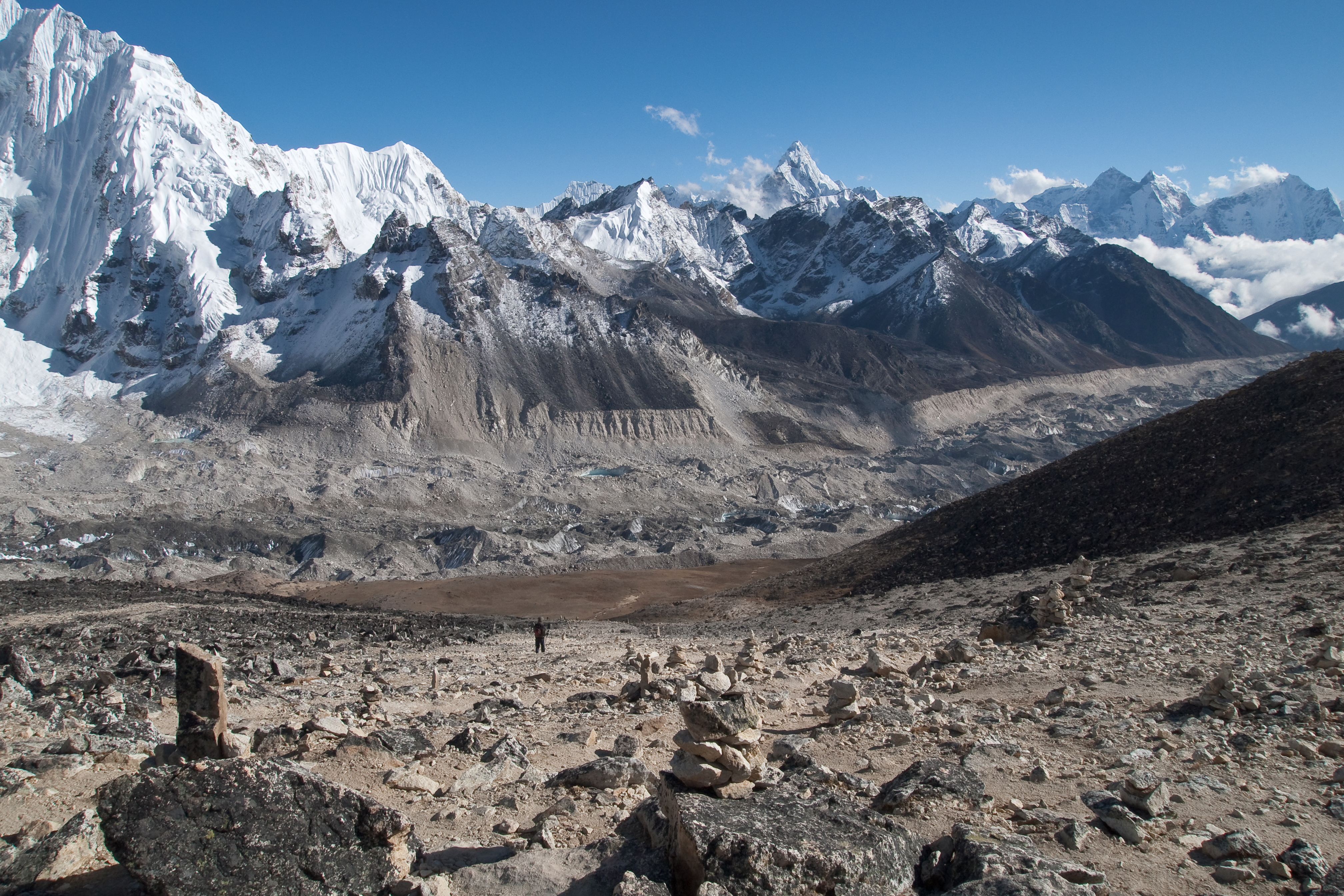
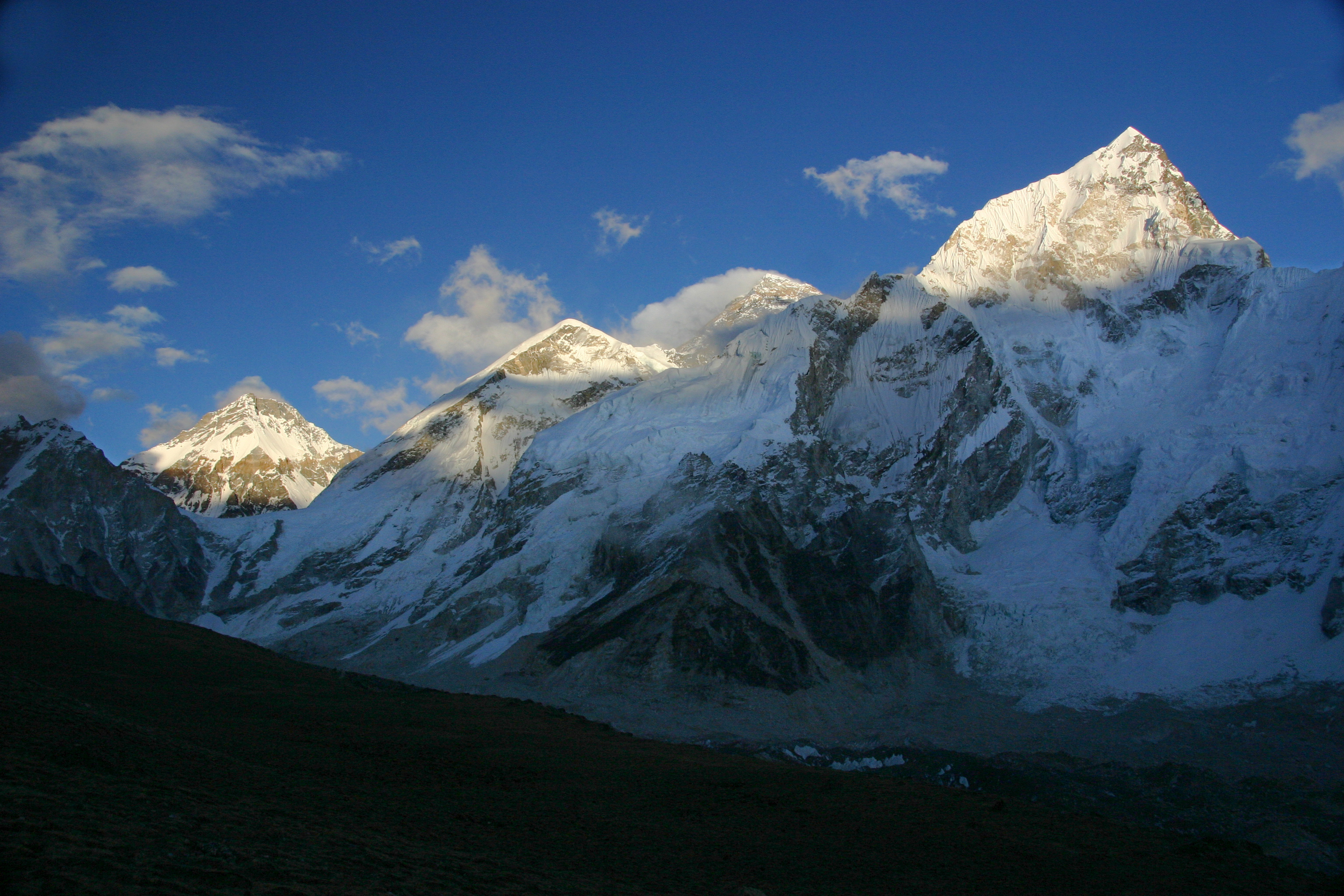